# Weissia linearifolia
Weissia linearifolia là một loài rêu trong họ Pottiaceae. Loài này được Hornsch. ex Schwägr. mô tả khoa học đầu tiên năm 1827.